# Jaap Mulder (voetballer)
Jaap Mulder (Leeuwarden, 25 november 1943) is een Nederlands voormalig voetballer die uitkwam voor VV Leeuwarden, SC Cambuur en VV Heerenveen, later ging hij verder bij de amateurs van FVC. Hij speelde als aanvaller.

## Carrièrestatistieken
| Seizoen         | Club            | Land            | Competitie       | Competitie | Competitie | Beker | Beker | Internationaal | Internationaal | Overig | Overig | Totaal | Totaal |
| Seizoen         | Club            | Land            | Competitie       | Wed.       | Dlp.       | Wed.  | Dlp.  | Wed.           | Dlp.           | Wed.   | Dlp.   | Wed.   | Dlp.   |
| --------------- | --------------- | --------------- | ---------------- | ---------- | ---------- | ----- | ----- | -------------- | -------------- | ------ | ------ | ------ | ------ |
| 1960/61         | Leeuwarden      | Nederland       | Eerste divisie A | –          | –          | –     | 3     | 0              | 0              | –      | –      | –      | 3      |
| 1961/62         | Leeuwarden      | Nederland       | Eerste divisie A | –          | –          | –     | 0     | 0              | 0              | –      | –      | –      | –      |
| 1962/63         | Leeuwarden      | Nederland       | Tweede divisie A | –          | 2          | –     | 0     | 0              | 0              | –      | –      | –      | 2      |
| 1963/64         | Leeuwarden      | Nederland       | Tweede divisie A | –          | 1          | –     | 0     | 0              | 0              | –      | –      | –      | 1      |
| 1964/65         | Cambuur         | Nederland       | Tweede divisie A | –          | 2          | –     | 0     | 0              | 0              | –      | –      | –      | 2      |
| 1965/66         | Cambuur         | Nederland       | Eerste divisie   | –          | –          | –     | 0     | 0              | 0              | –      | –      | –      | –      |
| 1966/67         | Cambuur         | Nederland       | Eerste divisie   | –          | –          | –     | 0     | 0              | 0              | –      | –      | –      | –      |
| 1967/68         | Cambuur         | Nederland       | Eerste divisie   | –          | –          | –     | 0     | 0              | 0              | –      | –      | –      | –      |
| 1968/69         | Cambuur         | Nederland       | Eerste divisie   | –          | –          | –     | 0     | 0              | 0              | –      | –      | –      | –      |
| 1969/70         | Heerenveen      | Nederland       | Tweede divisie   | –          | 2          | 1     | 1     | 0              | 0              | –      | –      | –      | 3      |
| 1970/71         | Heerenveen      | Nederland       | Eerste divisie   | –          | –          | –     | 0     | 0              | 0              | –      | –      | –      | –      |
| 1971/72         | Heerenveen      | Nederland       | Eerste divisie   | –          | –          | –     | 0     | 0              | 0              | –      | –      | –      | –      |
| Carrière totaal | Carrière totaal | Carrière totaal | Carrière totaal  | –          | 7          | –     | 4     | 0              | 0              | –      | –      | –      | 11     |

## Erelijst

### MetSC Cambuur
| Nationaal               |    |         |
| Kampioen Tweede Divisie | 1x | 1964/65 |

### MetVV Heerenveen
| Nationaal               |    |         |
| Kampioen Tweede Divisie | 1x | 1969/70 |